# Arduino IDE
Arduino IDE — интегрированная среда разработки для Windows, macOS и Linux, разработанная на Си и C ++, предназначенная для создания и загрузки программ на Arduino-совместимые платы, а также на платы других производителей.
Исходный код для среды выпущен под общедоступной лицензией GNU версии 2. Поддерживает языки Си и C ++ с использованием специальных правил структурирования кода. Arduino IDE предоставляет библиотеку программного обеспечения из проекта Wiring, которая предоставляет множество общих процедур ввода и вывода. Для написанного пользователем кода требуются только две базовые функции для запуска эскиза и основного цикла программы, которые скомпилированы и связаны с заглушкой программы main () в исполняемую циклическую программу с цепочкой инструментов GNU, также включённой в дистрибутив IDE. Использует программу avrdude для преобразования исполняемого кода в текстовый файл в шестнадцатеричной кодировке, который загружается в плату Arduino программой-загрузчиком во встроенном программном обеспечении платы.
С ростом популярности Arduino другие поставщики в качестве программной платформы начали внедрять пользовательские компиляторы и инструменты с открытым исходным кодом (ядра), которые могут создавать и загружать эскизы в другие микроконтроллеры, не поддерживающиеся официальной линейкой микроконтроллеров Arduino.
В октябре 2019 года организация Arduino начала предоставлять ранний доступ к новой Arduino Pro IDE с отладкой и другими расширенными функциями.